# Annette Elisabeth Töller
Annette Elisabeth Töller (* 10. Dezember 1968 in Korschenbroich) ist eine deutsche Politikwissenschaftlerin.

## Leben
Töller legte nach dem Studium der Politikwissenschaft und des öffentlichen Rechts an der Universität Hamburg 1995 das Diplom für Politikwissenschaft ab und promovierte 2000 an der TU Darmstadt. Im akademischen Jahr 2005/2006 forschte sie als J.F.-Kennedy-Fellow am Minda de Gunzburg-Center for European Studies. 2008 schloss sie das Habilitationsverfahren an der Helmut-Schmidt-Universität (Thema der Habilitationsschrift: „Warum kooperiert der Staat? Kooperative Umweltpolitik im Schatten der Hierarchie“) ab und erlangte die Lehrbefugnis für das Fach Politikwissenschaft. Seit April 2009 als Professorin für Politikwissenschaft, Lehrgebiet III Politikfeldanalyse (seit 2015 Politikfeldanalyse & Umweltpolitik) an der FernUniversität in Hagen. Dort ist sie seit 2013 Mitglied des Hochschulrates und seit 2018 dessen stellvertretende Vorsitzende, sowie seit 2018 Mitglied des Aufbauteams des Forschungsschwerpunktes Energie, Umwelt, Nachhaltigkeit. Von 2015 bis 2019 war sie Redakteurin der Politischen Vierteljahresschrift (PVS), seit 2016 Redakteurin der Zeitschrift für Vergleichende Politikwissenschaft (ZfVP).
Ihre Arbeitsschwerpunkte sind u. a. Politikfeldanalyse, Umweltpolitik in Deutschland, im Ländervergleich und der Europäischen Union, Institutionen und Umweltpolitik, Interessenvertretung in der Umweltpolitik, Klagerecht von Umweltverbänden; Umweltthemen: u. a. Fracking, Elektromobilität, Luftreinhaltung, Abfallpolitik, Naturschutz, Bioökonomie & Biokunststoffe; Europäisierung nationaler Gesetzgebung; Fragen der Gesundheits- und Asylpolitik; Europäische Verwaltungsstrukturen (v. a. Komitologie).

## Schriften (Auswahl)
- Blum, Sonja, und Töller, Annette Elisabeth. 2020. Policy. In: Heinrich Oberreuter (Hrsg.): Herders Staatslexikon (i.E).
- Loer, Kathrin, und Töller, Annette Elisabeth. 2019. Interessenvertretung und politisches System im Wandel. In Web Dossier Lobbyismus, Hrsg. Bundeszentrale für Politische Bildung, www.bpb.de/politik/wirtschaft/lobbyismus/275972/interessenvertretung-und-politisches-system-in-deutschland-im-wandel.
- Töller, Annette Elisabeth. 2019. Kein Grund zum Feiern! Die Umwelt- und Energiepolitik der dritten Regierung Merkel (2013–2017). In: Reimut Zohlnhöfer, Thomas Saalfeld (Hrsg.): Zwischen Stillstand, Politikwandel und Krisenmanagement. Eine Bilanz der Regierung Merkel 2013-2017, Springer VS: Wiesbaden, 569–590.
- Günther, Wolfgang, Kurrek, Dennis, und Töller, Annette Elisabeth. 2019. Ein starker Fall für die Parteiendifferenztheorie: Die Einführung der Gesundheitskarte für Asylsuchende in den Bundesländern. Zeitschrift für Politikwissenschaft Nr. 3, doi:10.1007/s41358-019-00193-4.
- Reiter, Renate, Töller, Annette Elisabeth. 2019. Permissive und restriktive Muster in den Asylpolitiken der Bundesländer. der moderne staat, 12. Jg., Heft 1, 194–220.
- Töller, Annette Elisabeth, und Böcher, Michael. 2018. Governing shale gas in Germany. In: John Whitton, Ioan M. Charnley-Parry, Kathryn Brasier (Hrsg.): Governing Shale Gas. Development, Citizen Participation and Decision making in the US, Canada, Australia, and Europe. Routledge: London/New York, 66–82.
- Bollmann, Alexander, und Töller, Annette Elisabeth. 2018. Lösungen auf der Suche nach Problemen? Instrumentenwandel in der deutschen Elektromobilitätspolitik. Zeitschrift für Umweltpolitik und Umweltrecht, 2/2018, 105–142.
- Döring, Thomas, und Töller, Annette Elisabeth. 2018. Umweltpolitik, in: Karsten Mause/Christian Müller/Klaus Schubert (Hrsg.): Politik und Wirtschaft: Ein integratives Kompendium. Wiesbaden: Springer VS/Gabler, 2018, 401–430.
- Töller, Annette Elisabeth, und Roßegger, Ulf. 2018. Auswirkungen der Abweichungskompetenz der Länder. Methodische Überlegungen und erste Resultate am Beispiel des Naturschutzrechts. Zeitschrift für Vergleichende Politikwissenschaft Nr. 4, 663–682.
- Sack, Detlef, und Töller, Annette Elisabeth. 2018. Einleitung: Policies in den deutschen Ländern. Zeitschrift für Vergleichende Politikwissenschaft Nr. 4, 603–619.
- Töller, Annette Elisabeth. 2018. Evasion as a mechanism of resistance (not only) to European law, in: Nikolaos Zahariadis/Laurie Buonanno (Hrsg.): The Routledge Handbook of European Public Policy. Abingdon: Routledge, 2018, 364–369.
- Töller, Annette Elisabeth, und Böcher, Michael. 2017. Wirtschaftsverbände in der Umweltpolitik, in: Wolfgang Schroeder/Bernhard Weßels (Hrsg.): Handbuch Arbeitgeber- und Wirtschaftsverbände in Deutschland, 2. Auflage, Wiesbaden: Springer VS, 531–563.
- Böcher, Michael, und Töller, Annette Elisabeth. 2016. Umwelt- und Naturschutzpolitik der Bundesländer. In: Frieder Wolf und Achim Hildebrandt (Hrsg.): Die Politik der Bundesländer. Zwischen Föderalismusreform und Schuldenbremse, Wiesbaden: VS Springer, 259–281.
- Töller, Annette Elisabeth. 2017. Verkehrte Welt? Parteien(in)differenz in der Umweltpolitik am Beispiel der Regulierung des Frackings. Zeitschrift für Politikwissenschaft, 2, 131–160.
- Töller, Annette Elisabeth. 2017. Voluntary Regulation by the Pharmaceutical Industry – Which Role for the Shadow of Hierarchy and Social Pressure? European Policy Analysis, 2017, 1, 48–80.
- Töller, Annette Elisabeth, und Böcher, Michael. 2016. Varianten der Fracking-Regulierung in Deutschland und ihre Erklärung. Zeitschrift für Umweltpolitik und Umweltrecht (ZfU) 3, 208–234.
- Stoiber, Michael, und Töller, Annette Elisabeth. 2016. Ursachen der Privatisierung des Maßregelvollzugs in Deutschland. Eine QCA im Bundesländervergleich. Zeitschrift für Vergleichende Politikwissenschaft (ZfVP), 1, 1–28.
- Töller, Annette Elisabeth. 2013. The Rise and Fall of Voluntary Agreements in Germany Environmental Policy. German Policy Studies, 2, 49–92.
- Töller, Annette Elisabeth. 2013. Die Reform der Komitologie mit und nach dem Vertrag von Lissabon: The End of The World As We Know It? Integration, 213–232.
- Töller, Annette Elisabeth. 2012. Warum kooperiert der Staat? Kooperative Umweltpolitik im Schatten der Hierarchie. Schriftenreihe Staatslehre und politische Verwaltung, Baden-Baden: Nomos.
- Michael Böcher; Annette Elisabeth Töller. 2012. Umweltpolitik in Deutschland. Eine politikfeldanalytische Einführung, Reihe Grundwissen Politik. Wiesbaden: VS Springer (1. Auflage in Vorbereitung).
- Töller, Annette Elisabeth. 2012. Concepts of Causality in Quantitative Approaches to Europeanization. In: Claudio Radaelli und Theofanis Exadactylos (Hrsg.): Establishing Causality in Europeanization Research. London: Palgrave Macmillan, 44–63.
- Töller, Annette Elisabeth. 2011. Voluntary Approaches to Regulation – Patterns, Causes and Effects. In: David Levi-Faur (Hrsg.): The Handbook of the Politics of Regulation, Cheltenham: Edward Elgar, 499–510.
- Töller, Annette Elisabeth. 2010. Measuring and Comparing the Europeanization of Public Policies, Journal of Common Market Studies, 413–440.
- Töller, Annette Elisabeth. 2008. Kooperation im Schatten der Hierarchie: Dilemmata des Verhandelns zwischen Staat und Wirtschaft, in: Gunnar Folke Schuppert und Michael Zürn (Hrsg.): PVS-Sonderheft Governance in einer sich wandelnden Welt, Wiesbaden, 282–312.
- Böcher, Michael, und Töller, Annette Elisabeth. 2007. Instrumentenwahl und Instrumentenwandel in der Umweltpolitik. Ein theoretischer Erklärungsrahmen, in: Klaus Jacob, Frank Biermann, Per Olof Busch und Peter Feindt (Hrsg.): PVS-Sonderheft Politik und Umwelt, Wiesbaden, 299–322.
- Töller, Annette Elisabeth. 2007. Die Rückkehr des befehlenden Staates? Muster und Ursachen der Veränderung staatlicher Handlungsformen in der deutschen Abfallpolitik. Politische Vierteljahresschrift, 64–94.